# Quillay (sitio arqueológico)
Quillay es un sitio arqueológico correspondiente a un centro metalúrgico incaico. Se ubica en el valle de Hualfín, Catamarca. Cuenta con restos de deteriorados recintos y hornos de fundición. Estuvo enfocado en el procesamiento de cobre. Aún siendo un sitio único en su tipo dentro del valle, se encuentra en nefastas condiciones de conservación. 

## Ubicación
Se ubica en la sección media del valle de Hualfín, muy próximo a la confluencia de los ríos Hualfín y Quillay. El río Quillay sigue un régimen fluvial irregular, puesto que su cauce se encuentra seco durante la mayor parte del año, activándose nuevamente durante el periodo de lluvias. Por el este se encuentra delimitado por la Sierra de Belén, de la cual nace el Quillay. El terreno se encuentra dominado por un ecosistema de matorral xerófilo. Dentro de la organización administrativa inca, estuvo encuadrado en el Collasuyo.

## Cronología
Quillay fue levantado durante el Horizonte Tardío por el Imperio incaico en algún momento posterior a 1450, fecha estimada del inicio de la penetración inca en los territorios de la actual Argentina. Evidencias encontradas en el horno 14 sugieren que el sitio habría sido clausurado mediante un ritual intencionado, a juzgar por un sello de calcita con un trozo de textil fino sobre la cámara inferior. 

## Arquitectura

### Recintos
El sector de recintos es también conocido como "tambo de Quillay". Está compuesto por 12 estructuras, 8 de ellas recintos principales, construidas con cantos rodados extraídos de los cauces de las quebradas y ríos aledaños. La mayoría cuenta con plantas rectangulares, aunque también las hay circulares. Fungió como un espacio destinado a administrar la actividad metalúrgica y cubrir las necesidades de los operadores. Por ejemplo, uno de los recintos correspondió con una cocina.

### Baterías de wayrachinas
2 kilómetros a la redonda a partir de los recintos, se encuentra el sector de las wayrachinas: un horno típico de las civilizaciones andinas. Estaban hechos principalmente en arcilla cocida. Se ha registrado un total de 7 baterías. La más numerosa es la 1, la cual incluye 16 unidades. En total, se reportan 33 wayrachinas, incluyendo 6 independientes que no pertenecen a conjunto alguno. Los hornos de Quillay suelen contar con una estructura distinta a la de una wayrachina ordinaria, asemejándose más a hornos de cuba. Están conformados por 4 segmentos: una antecámara y cámara inferiores, conductos y una cámara superior.

## Función
Sirvió como un importante centro metalúrgico en el noroeste argentino incaico. El metal que se procesaba fue el cobre, probablemente extraído desde Minas Capillitas. Se hallaron restos de tostación y fundición. En función de los descubrimientos de cerámica de estilo local Belén, se cree que los hornos habrían sido operados por pobladores locales, quienes ya poseían una larga tradición metalúrgica con el cobre y bronce. Sin embargo, el cobre no era trabajado en Quillay, sino que era enviado a otros enclaves incaicos que se encargarían de la confección de los objetos. Después de Curamba, es el sitio con mayor cantidad de wayrachinas.

## Estado actual
El yacimiento se encuentra en un pésimo estado de conservación. Los recintos fueron el sector más dañado. Material constructivo ha sido sustraído de sus muros para edificar la vivienda de una familia de campesinos, la cual se asienta a un aproximado de tan solo 100 metros del yacimiento. Por el lado de las wayrachinas, muchas están parcialmente destruidas o enterradas.